# Gare de Saumur
Gare de Saumur – stacja kolejowa w Saumur, w departamencie Maine i Loara, w regionie Kraj Loary, we Francji. Znajduje się na linii Tours - Le Croisic oraz Chartres - Bordeaux. Obsługiwana jest przez pociągi TER Pays de la Loire.